# Phytoecia rabatensis
Phytoecia rabatensis är en skalbaggsart som beskrevs av Gianfranco Sama 1992. Phytoecia rabatensis ingår i släktet Phytoecia och familjen långhorningar. Inga underarter finns listade i Catalogue of Life.